# Jan-Olof Andersson
Jan-Olof Sixten Andersson, född 2 februari 1954 i Skövde, är en svensk sångare, gitarrist, pedagog och kompositör.

## Biografi
Jan-Olof Andersson bedrev sångpedagogutbildning vid Stockholms musikpedagogiska institut, 1974–1978 samt gitarrpedagogiska studier vid samma skola.
Sångaren, gitarristen, pedagogen och sångskrivaren Jan-Olof Andersson är känd för sina djupdykningar i den svenska vistraditionen, instrumentala solostycken för gitarr samt egna sånger och tonsättningar.
Han har tilldelats ”Svenska Vispriset” av Riksförbundet Visan I Sverige och vid folk- och världsmusikgalan i Västerås för några år sedan var han nominerad i klassen ”årets traditionsbärare” som han vann med motiveringen;
”Årets traditionsbärare är en nyfiken, kreativ utforskare av en folklig tradition med djupa anor. Vår pristagare har också ägnat en stor del av sin livsgärning åt att förmedla sitt djupa kunnande till nästa generation. En skicklig och mångsidig artist som allvarsamt men också lekfullt vårdar och förnyar traditionen.”
Dessutom Taubesällskapets Trubadurpris, Olrogstipendium, Ferlinsällskapets Trubadurpris m.m., men allting började på västgötaslätten, i Tidan, bara så att ni vet… Jan-Olof har arbetat professionellt med den svenska visan sedan 1976. Han samarbetar ofta och gärna med körer, instrumentalensembler och storband och anlitas ofta som gästlärare till kurser och seminarier. Men oftast får vi, i all exklusiv enkelhet, uppleva honom tillsammans med sin eviga följeslagare, den akustiska gitarren.
”Hans framtoning är enkel och utan åthävor, nyanserad, mångfacetterad och med en total närvaro som trollbinder, egna visor med vardagliga funderingar kring konsten att leva, om kärleken och andra existentiella frågor med en allmängiltighet som berör oss alla. Ta för er!” (Sid Janson)

## Priser och utmärkelser
1979 Vispråmen Storken Stipendium,
1985 LilleBror Söderlundh Stipendium,
1986 Skövde Kommuns Kulturstipendium,
1987 Stiftelsen Ulf Peder Olrogs Minne Stipendium,
1989 Sparbanken ALFA Kulturstipendium,
1990 Alf Hambe Stipendium,
1991 Nils Ferlin-sällskapets Trubadurpris,
1992 Samfundet Visans Vänner Hederstecken i silver,
1995 Samfundet Visans Vänner Stipendium,
2002 Nyköpings Kommuns och Rotaryklubbars Ulf Peder Olrog Stipendium,
2011 Värdshuset Hvitan Visstipendium, Falkenbergs Visfestival,
2014 Svenska Vispriset,
2016 Segrare i kategori ”årets traditionsbärare” vid Folk- & Världsmusikgala i Västerås,
2016 Evert Taubesällskapets Trubadurpris,
2020 SKAP-stipendium "Einar Westlings Minnesfond."
2021 Olle Adolphson Stipendium

Han har dessutom tilldelats hederstecken i silver av Samfundet Visans Vänner i Stockholm.

## Diskografi
- 1993 – Möte med musik
- 1993 – 24 Ruben Nilsson
- 1996 – Ett spår av längtan, sång till eget gitarrackompanjemang
- 1997 – Den förälskade myran, barnvisor
- 1998 – En timme med Birger Sjöberg, tillsammans med Jan-Olof Strandberg
- 1999 – Molom – en värld ..., sånger av Alf Hambe
- 2008 - En Ruben Nilson-kväll